# 210-talet f.Kr.

## Händelser
- 218-201 f.Kr. - Andra puniska kriget utkämpas.
- 220-219 f.Kr. - Andra illyriska kriget utkämpas.

## Födda
- Omkring 215 f.Kr.
  - Antiochos IV, kung av Seleukidriket.
  - Kleopatra I, drottning av Ptolemaiska dynastin.

## Avlidna
- 10 september 210 f.Kr. - Qin Shi Huangdi, den förste kejsaren av Kina (född 259 f.Kr.).